# Walkiria Espino
Walkiria Espino (Barcelona, 28 de maig de 1991) és una cantant de música rap, compositora, actriu i ballarina d'origen dominicà. El seu senzill de debut, «Don't Let Me Go», va estrenar-se el setembre de 2014 a totes les plataformes digitals.

## Trajectòria
Espino va créixer en un ambient familiar escoltant diferents tipus de música: pop, R&B, rap, música llatina i fins i tot clàssica. Quan tenia set anys, el seu germà va portar a casa el disc de Jay-Z, Vol. 2... Hard Knock Life, i el raper de Brooklyn va esdevenir el seu ídol al costat de The Notorious B.I.G. Aretha Franklin, Ray Charles i Michael Jackson també formaren part de les seves influències musicals.
El 2013, Espinosa va decidir prendre's seriosament la seva carrera musical i va publicar algunes versions a YouTube, inclosa la cançó «Mirrors» del cantant estatunidenc Justin Timberlake, que va aparèixer al portal digital Adolescents.cat. El setembre de 2014, va llançar el senzill «Don't Let Me Go» i el videoclip corresponent a la pàgina web Vevo. El 2017, va anunciar al seu compte de Twitter que treballava en l'EP de debut Hell Of a Dream, i va presentar una versió acústica de «Save Room» de John Legend i «Waiting Game», un cançó original de Parson James.

## Discografia

### Senzills
| Títol                              | Any  | Àlbum              |
| ---------------------------------- | ---- | ------------------ |
| "Don't Let Me Go"                  | 2014 | -                  |
| "Save Room"                        | 2017 | Hell Of a Dream EP |
| "Finally" (featuring Frank Garcia) | 2017 | Hell Of a Dream EP |
| "I Might"                          | 2017 | -                  |

## Filmografia

### Cinema
| Any  | Títol                   | Personatge   |
| ---- | ----------------------- | ------------ |
| 2013 | La Maniobra de Heimlich | Extra        |
| 2016 | Envivo                  | Ella mateixa |
| 2016 | Juvilación Low Cost     | Ella mateixa |
| 2016 | Transeúntes             | Ella mateixa |